# Plácido Garza
Plácido Garza (Monterrey, Nuevo León, siglo XX) es un periodista mexicano. Presidente de la plataforma noticiosa Detona, que cuenta con un periódico y canales de YouTube y TikTok. Ganador del premio Nacional de Comunicación en Periodismo Digital 2023, otorgado por la Fundación José Pagés Llergo, A.C.
Nominado a los Premios Internacionales de Periodismo "Maria Moors Cabot", de la Universidad de Columbia en NYC y de la "Sociedad Interamericana de Prensa", con sede en Miami. Postulado al "Nacional de Periodismo 2022", en México; al "Trofeo Regio 2023" en la categoría de Periodismo. "Premio Nuevo León de Periodismo 2023".
Miembro de los Consejos de Administración de varias corporaciones globales. Produce información para empresas y gobiernos de varios países. Creador de la primera plataforma de BigData en México. Escribe todos los días su columna IRREVERENTE para medios nacionales y extranjeros. Su libro del mismo nombre fue publicado en el 2020, en pleno inicio del COVID. Maestro de distinguidos comunicadores en el ITESM, la U-ERRE y universidades de EEUU. Como montañista, ha conquistado las cumbres más altas de América y una que otra de varios países.

## Familia
Plácido Garza es el mayor de siete hermanos, hijo de los comerciantes Roberto Garza Castillo y Gloria González, junto a quienes pasó su infancia en Monterrey. Tiene cuatro hijos, Rodrigo, Diego, Ana y Santiago, fruto de sus primeras nupcias. Se casó en 2006 con Gabriela Kalifa Kaún en la Ciudad de Panamá. En su faceta de montañista, ha conquistado las cumbres más altas de América y algunas de Europa y Asia junto a su hijo Santiago, incluyendo el Pico de Orizaba, de 5636 metros sobre el nivel del mar, techo de México.

## Carrera
Su trayectoria, aunque comprendió análisis del discurso, asesoría política, «mass media» y proyectos ligados a la Sociedad Interamericana de Prensa (SIP), se resume en las tres áreas por las que ha sido reconocido, su largo período como periodista, la experiencia como docente y finalmente su etapa como escritor.

### Carrera periodística
Los inicios de su carrera periodística datan de 1971, cuando fue nombrado con 17 años como director del periódico estudiantil de la Facultad de Leyes de la Universidad Autónoma de Nuevo León, función que ocupó hasta 1973. 
En 1973 comenzó como reportero de investigación en el periódico El Norte de Monterrey, donde años después ocupó el cargo de editor en jefe de la sección cultural a los 21 años. Garza ejerció el periodismo en este medio hasta 1979, momento en el que decidió iniciar su carrera como docente. 
Es el creador de la primera plataforma BigData en el continente americano, antecedente directo de la actual Inteligencia Artificial. 
El 10 de marzo de 2019 fue nominado al Premio María Moors Cabot por la Universidad de Columbia, debido a sus trabajos de investigación dedicados al sistema del seguro social mexicano y una serie de columnas publicadas durante su estancia en Venezuela.
Plácido escribe diariamente sus columnas para DETONA, SDP, Vanguardia, ABC y muchos otros medios mexicanos y de otros países.

#### CEO de Detona
En octubre de 2021 fundó el portal noticioso www.detona.com, medio independiente de diseño disruptivo, que en un año y nueve meses alcanzó 4.5 millones de visitas y su canal de YouTube registra en junio de 2024 más de 60 000 suscriptores y 14 millones de views.
DETONA es un portal noticioso independiente que analiza temas políticos, sociales, empresariales y culturales.
En sus columnas y editoriales incluye acreditados articulistas de México como: Martha Bárcena, Memo Rentería, Irving Gatell, Agustín Gutiérrez Canet, Javier Lozano, Javier Treviño, Sergio Arturo Vela, Fernando Vázquez Rigada, Pablo Hiriart, Beatriz Pagés Rebollar, Justo Elorduy, Rogelio Ríos Herrán, Raúl Monter, Raymundo Riva Palacio, Alejandro Jodorowsky, Paulo Coelho, los cartones de Paco Calderón, entre muchos otros colaboradores.
El medio cuenta con corresponsales que reportan directamente y en exclusiva desde varios países, como Estados Unidos, Canadá, Suecia, Rusia, Nicaragua, Colombia, Corea del Sur, entre otros.

### Carrera docente
Se inició en 1979 como docente en el Instituto Tecnológico y de Estudios Superiores de Monterrey (ITESM), impartiendo las cátedras de técnicas periodísticas y comunicación masiva. En este lugar, es recordado como un vehemente multiplicador del Programa de desarrollo de jóvenes valores de la SIP (Sociedad Interamericana de Prensa) que llevó a los veinte periodistas más destacados de América Latina, a realizar prácticas profesionales en los periódicos más prestigiados de Estados Unidos.[cita requerida]
En ese trayecto de su vida que se extendió al menos por cinco años y también impartió clases en La Universidad Regiomontana (U-ERRE).

### Carrera literaria
Su columna Irreverente, que se publica desde 2006 de forma diaria e ininterrumpida, logró generar proyectos en otros formatos. Se le reconoce por tener un tono fresco y mordaz, de crítica política y social, así como una viva expresión de la lengua y la cultura mexicana; una mezcla antagónica generada por la proximidad con Estados Unidos, visión que le conllevó a su primera Antología, Irreverente.[cita requerida]
El 29 de septiembre del 2022, Plácido Garza es incluido en la Encliclopedia de la literatura en México por su obra Irreverente, donde se le destaca en la reseña "como un disparador incansable de ideas, algunas provocadoras, algunas lapidarias".

## Publicaciones
Primer libro Irreverente, editado por la Universidad Autónoma de Nuevo León.
Programa de radio y televisión digital Irreverente: charlas de la noche, transmitido desde Atlanta, Georgia, Estados Unidos, México y Centroamérica.